# Szent Kilián
Szent Kilián (Mullagh, 640 – Würzburg, 689) ír hittérítő volt Frankföldön, Würzburgban, Szent István és Szent Kálmán vértanúkkal együtt. Az imádkozó három szerzetest 689 körül karddal ölték meg. Sírjuk fölé emelték a würzburgi Neumünster-templomot, amely a frankok számára máig zarándokhely.

## Élete
Kiliánt már hazájában, Írországban püspökké szentelték, amikor elhatározta, hogy az európai szárazföldre megy, s ott néhány társával együtt teljes szegénységben követi Krisztust. Két társával, pápai engedéllyel érkezett Würzburgba, ahol a fiatal Gosbert herceget hamarosan sikerült keresztény hitre téríteniük, tudva, hogy mekkora jelentősége van az uralkodónak a pogányok megtérítésében. Kilián rábírta a fejedelmet, hogy hagyja el bátyja özvegyét, akivel az egyházi törvény ellenére addig együtt élt. 
Amikor az asszony, Geilana megtudta, hogy Gosbert beleegyezett a lassú elválásba, elhatározta, hogy megöli Kiliánt, aki a veszélyt felismerve, figyelmeztette társait, hogy bátran vállalják a vértanúságot. Amikor Gosbert egy hadjárat alkalmával távol volt, egy Geilana által felbérelt ember lefejezte Kiliánt és társait. Holttestüket, ruháikat és a könyveket elásták a cellában, és lóistállót rendeztek be fölöttük.
Egy csoda folytán később sértetlenül megtalálták a három vértanú testét. A gyilkos öngyilkosságot követett el, amiben a frank nép Isten ítéletét látta, és elfordult a pogányságtól. 
Vértanúságuk hatása messze túllépett Frankföld határain. Kiliánt főként a németországi Felső-, Közép- és Alsó-Frankföld kerületek tiszteli, de Németország legnagyobb részében máig megtartják Szent Kilián ünnepét.

## Szent Kilián emlékezete Magyarországon
Szent Kilián emlékét a középkori misekönyveink is számon tartják, emlékét a középkori magyarországi keresztények is ismerték, erről tanúskodik a Kélián, Gellén, Kiliyén családnév, illetőleg a háromszéki Kilyén neve és Mecseknádasd Árpád-kori temetőjében emelkedő, elhagyatott kis templom is, melyet a falu Frankenből bevándorolt német népe Kilián oltalmazó nevére szentelte fel, nevét később István királyéra változtatták. 
A bánsági német falvakban az aratás kezdete is Kilián napja volt. A 18. században bevándorló német mesterek ivadékai alapították 1835-ban a szegedi késes céhet is; vértanúságának eszköze, az éles kard miatt Kilián püspököt választották védőszentül. Képmását a szeged-felsővárosi Szent Miklós minorita templom faragott fakapuja is megörökíti.